# 皮德庫伊昌斯凱
49°28′44″N 38°0′33″E / 49.47889°N 38.00917°E
皮德庫伊昌斯凱（烏克蘭語：Підкуйчанськ）是位於烏克蘭東部的村莊，由盧甘斯克州斯瓦托韋區的科洛梅奇哈市鎮負責管轄。該村始建於1952年，面積0.46平方公里，海拔高度106米，2001年人口40，人口密度每平方公里87.2人。